# Tiara Air Aruba
Tiara Air N.V., operando como Tiara Air Aruba, era una aerolínea con sede en Oranjestad, Aruba, en el Caribe Neerlandés. La aerolínea, que inició operaciones en 2006, operaba vuelos regulares a Bonaire, Colombia, Curazao, Estados Unidos y Venezuela. Su flota estaba compuesta por aviones Short 360 y Boeing 737-300 para operaciones de pasajeros, y un Learjet 35 para ambulancias y operaciones privadas.
La aerolínea se declaró en quiebra el 28 de noviembre de 2016.

## Historia
La aerolínea fue fundada por Alejandro Muyale, cuya familia es propietaria y presta servicios de asistencia en tierra en el Aeropuerto Internacional Reina Beatrix de Aruba desde hace más de 30 años bajo el nombre de General Air Services (GenAir), además de ofrecer servicios en Curazao durante más de seis años bajo el nombre de Antillean Flight Services (AFS). Muyale cumplió su sueño de solicitar la certificación del Departamento de Aviación Civil (DCA) de Aruba. 
Muyale bautizó la aerolínea en honor a su hija, Tiara Muyale. La palabra "tiara" proviene del latín y significa "corona". El logotipo de Tiara Air incluía una corona sobre la T, representando una tiara. 
Al comienzo, la aerolínea recibió una aeronave, un Short 360 de 36 plazas, y poco después adquirió una segunda aeronave, ambas de Pacific Coastal Airlines en Canadá. 
En 2008, se anunció que la aerolínea reemplazaría sus dos Short 360 por Saab 340, con un alcance mucho mayor, además de introducir nuevas rutas en la región y ampliar los servicios a los destinos actuales. A diciembre de 2012, la aerolínea seguía operando sus dos Short 360, aunque ocasionalmente alquilaba un Saab 340.
En 2010, Tiara Air fue la aerolínea oficial del Festival Internacional de Cine de Aruba. Por ello, se añadió una pegatina oficial similar a una valla publicitaria en el fuselaje de uno de los Short 360 de la aerolínea (P4-TIB). El avión lució esta decoración especial entre la primavera y el verano de 2010. En los años siguientes, se añadió una pegatina del tamaño de un póster cerca de la puerta de salida principal de ambos aviones como promoción del festival.
A partir de octubre de 2010, la aerolínea ofreció varios servicios nuevos a sus clientes, como la opción de facturación en línea, nuevos servicios de carga disponibles para las operaciones entre las islas de Aruba, Bonaire y Curazao, e incluyó la tasa aeroportuaria para las islas de Aruba, Bonaire y Curazao en los billetes adquiridos.
Debido a la crisis de las aerolíneas venezolanas, Tiara Air suspendió sus servicios en 2014, tras varios intentos de reanudación. A principios de 2016, se reveló que la aerolínea había formado una alianza con Avior Airlines de Venezuela, lo que resultó en la ayuda financiera de Avior a la aerolínea, además de arrendarle aeronaves para facilitar su restablecimiento. La aerolínea reanudó sus servicios a Curazao en abril de 2016 y reanudará sus vuelos a Punto Fijo en mayo de 2016 utilizando uno de sus Short 360 restantes.
A principios de 2011, Tiara Air anunció que comenzaría a operar a tres nuevos destinos colombianos, tras cumplir con todos los requisitos y normas de la Aeronáutica Civil de Colombia. La solicitud para que Tiara Air brindara servicios de transporte aéreo internacional, tanto de pasajeros como de carga, en las entonces recién anunciadas rutas colombianas fue aprobada. En noviembre de 2011, la aerolínea anunció sus planes de arrendar su primer avión jet , con el que expandiría su red a más destinos en Colombia y Venezuela, así como la introducción de vuelos a Estados Unidos. El avión llegó a Aruba el 16 de febrero de 2012. El segundo Boeing 737-300 estaba previsto para 2013. La aerolínea realizó una campaña en su página oficial de Facebook para que sus seguidores eligieran un nombre para la próxima incorporación a la flota. El nombre debía tener afinidad con Aruba. Participaron alrededor de 400 personas y la campaña resultó en un empate entre los nombres "Shoco" y "Arawak", resultando ganador "Arawak".
Junto con la introducción del Boeing 737-300, la aerolínea, en colaboración con la Autoridad Aeroportuaria de Aruba, inauguró un hangar para atender la demanda de un hangar para realizar el mantenimiento de su flota. El hangar, de 42 x 45 metros y ubicado al suroeste del Aeropuerto Internacional Reina Beatrix, fue inaugurado el 13 de julio de 2012 y tiene capacidad para aeronaves con la envergadura de un Boeing 737-500 y la carga máxima de un Boeing 737-400. Durante la inauguración, el Boeing 737-300 de Tiara Air Aruba fue remolcado sin problemas hasta el hangar.
En 2016, el Boeing 737-300 fue devuelto a su arrendador, con planes de reemplazarlo por Boeing 737-400 de mayor tamaño como parte de la reestructuración de la aerolínea y su alianza con Avior Airlines. Finalmente, la aerolínea se declaró en quiebra el 28 de noviembre de 2016.

## Flota histórica
Tiara Air operó las siguientes aeronaves a lo largo de su existencia:
| Aeronaves      | Total | Introducido | Retirado | Matrículas                      |
| -------------- | ----- | ----------- | -------- | ------------------------------- |
| Boeing 737-300 | 1     | 2012        | 2014     | P4-TIE                          |
| Learjet 35     | 1     | 2011        | c. 2016  | P4-TID                          |
| Short 360      | 4     | 2006        | 2016     | P4-TIB, P4-TIA, N522NM y P4-TIC |

## Antiguos destinos
Tiara Air operaba vuelos regulares a los siguientes destinos:
| Países         | Destinos        | Aeropuertos                                           |
| -------------- | --------------- | ----------------------------------------------------- |
| Aruba          | Oranjestad      | Aeropuerto Internacional Reina Beatrix (HUB)          |
| Bonaire        | Kralendijk      | Aeropuerto Internacional Flamingo                     |
| Colombia       | Armenia         | Aeropuerto Internacional El Edén                      |
| Colombia       | Medellín        | Aeropuerto Internacional José María Córdova           |
| Colombia       | Riohacha        | Aeropuerto Almirante Padilla                          |
| Curazao        | Willemstad      | Aeropuerto Internacional Hato                         |
| Estados Unidos | Fort Lauderdale | Aeropuerto Internacional de Fort Lauderdale-Hollywood |
| Estados Unidos | Miami           | Aeropuerto Internacional de Miami                     |
| San Martín     | Philipsburg     | Aeropuerto Internacional Princesa Juliana             |
| Venezuela      | Caracas         | Aeropuerto Internacional de Maiquetía Simón Bolívar   |
| Venezuela      | Maracaibo       | Aeropuerto Internacional de La Chinita                |
| Venezuela      | Punto Fijo      | Aeropuerto Internacional Josefa Camejo                |